# Witbandzeearend
De witbandzeearend (Haliaeetus leucoryphus) is een vogel uit de familie der havikachtigen.

## Kenmerken
De vogel heeft een spanwijdte van ongeveer 2 tot 2,5 meter en is ongeveer 80 centimeter lang.

## Verspreiding en leefgebied
Witbandzeearenden komen voor in Bangladesh, Bhutan, China, India, Iran, Irak, Kazachstan, Mongolië, Myanmar, Nepal, Pakistan, Tadzjikistan en Oezbekistan. Voorheen ook in Thailand, maar daar zijn ze mogelijk uitgestorven.

## Status
De grootte van de populatie is in 2016 geschat op 1000-2500 volwassen vogels. Op de Rode lijst van de IUCN heeft deze soort de status bedreigd.